# 1618
Cette page concerne l'année 1618  du calendrier grégorien.
L'année 1618 est une année commune qui commence un lundi.

## Événements
- 26 février, empire ottoman : début du sultanat ottoman de Osman II (fin en 1622)[1]. Mustafa Ier, frère d’Ahmet, est renversé par les janissaires inspirés par Kösem, favorite d’Ahmet et mère de plusieurs garçons, dont Osman II, quatre mois après son accession au trône.
- Février : Samuel de Champlain propose à Louis XIII dans un mémoire d’évangéliser les indigènes du Québec et d’établir des centres importants. Le roi donne son accord le 12 mars[2].
- 27 mars : arrivée à Tombouctou du pacha Ammar, envoyé par le sultan du Maroc[3]. Il est déposé au bout de trois mois par le caïd Ali Ben Abdallah. Les Marocains n’ont plus les moyens de venir en aide à leurs possessions au Soudan occidental et abandonnent définitivement leur conquête au corps expéditionnaire. Les conquérants marocains s’assimilent peu à peu aux Songhaï en épousant des princesses locales. Les luttes fratricides qui les opposent réduisent leur nombre[4]. Paul Imbert[5], natif des Sables d'Olonne, qui accompagne l’expédition militaire marocaine comme esclave, séjourne à Tombouctou[6].
- 7 mai, Chine : le prince mandchou Nurhachi publie son manifeste des sept injures à venger contre la dynastie Ming, et entreprend le lendemain une campagne contre la garnison de Fushun, puis annexe le Liaodong, ce qui marque le début des conquêtes mandchoues[7].
- 1er septembre, Chine : arrivée à Pékin de la mission du cosaque Ivan Petlin, parti de Tomsk le 9 mai, elle est de retour en Russie (Tomsk) le 16 mai 1619 ; début des relations entre la Chine et la Russie[8].
- 10 septembre : défaite ottomane face aux Iraniens dans la plaine de Serâb (Sarab ou Serav), entre Tabriz et Ardabil[9].
- 26 septembre : paix de Seraw (Sarab (en)) entre la Perse séfévide et l'empire ottoman, qui reprend les termes de la paix conclue en 1612[10]. Après l'échec de leur offensive, les Ottomans perdent la Géorgie et doivent renoncer à la région de Tabriz au profit des Perses (1618-1639).
- Novembre, Copenhague : début du voyage du Danois Ove Gjedde (1594-1660) à Ceylan et aux Indes orientales où il établit un comptoir à Tranquebar (fin en 1622)[11].

- Tibet : les troupes du roi du Tsang attaquent Lhassa et les monastères gelugpa[12].

### Europe

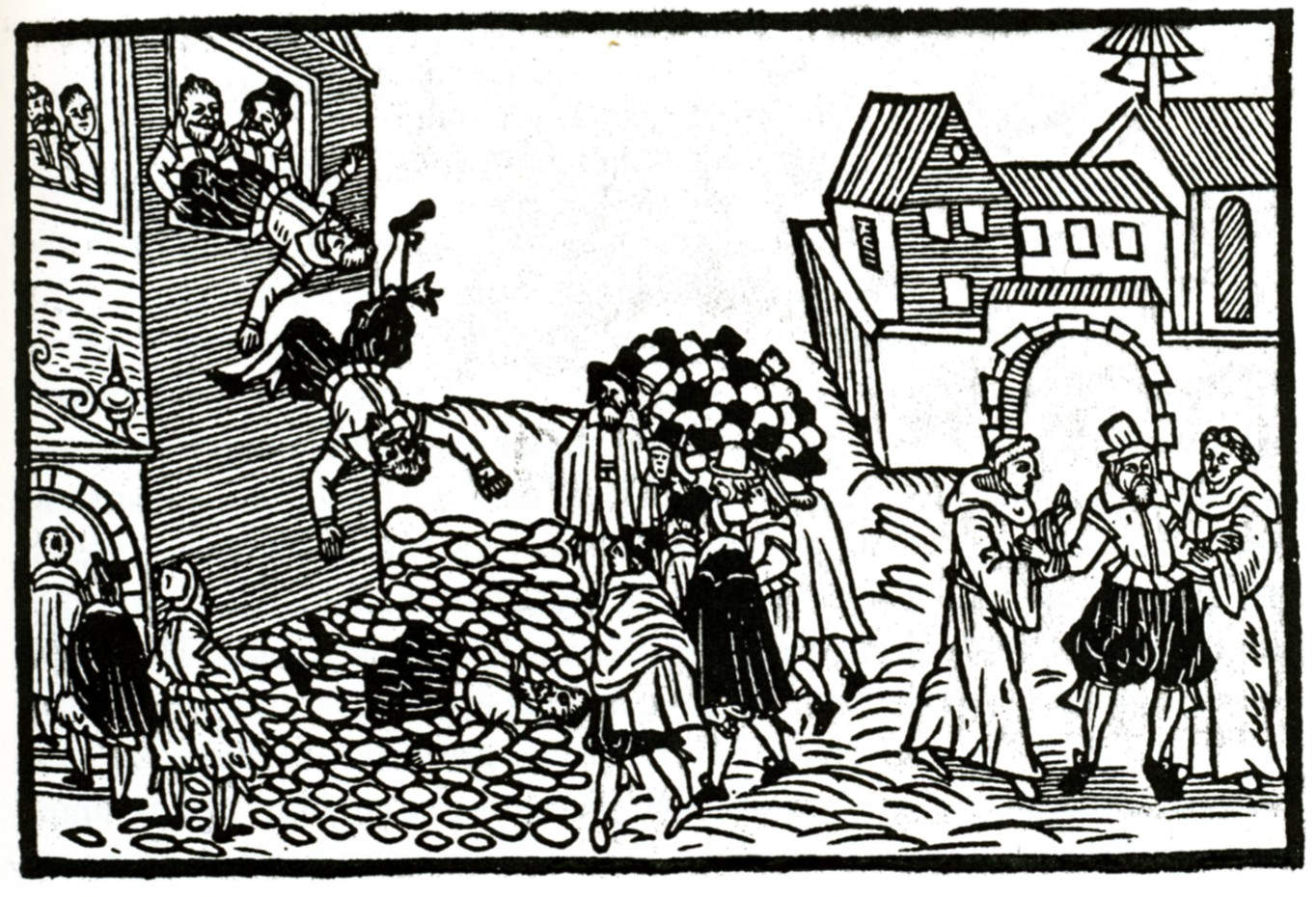
23 mai : deuxième défenestration de Prague. Les Défenseurs, prévus par la lettre de majesté de 1609 se réunissent à Prague le 5 mai pour régler divers problèmes d’implantation de temple. Ferdinand de Styrie les désavoue et interdit toute nouvelle réunion. Malgré l’interdiction royale, les Défenseurs se réunissent le 21 mai et accusent les lieutenants gouverneurs, représentants de Ferdinand de Styrie, d’avoir rédigé eux-mêmes la réponse royale. Le 23 mai, les Défenseurs se rendent au palais royal pour porter une lettre au roi. Ils sont reçus par deux des lieutenants, Martinić et Sharvata. La discussion devient violente et les deux lieutenants sont jetés par la fenêtre dans les fossés du palais. Aucun des deux n’est tué, mais l’événement ouvre la guerre de Trente Ans. Les révoltés réunissent une Diète, se dotent d’un gouvernement provisoire et lèvent une armée.

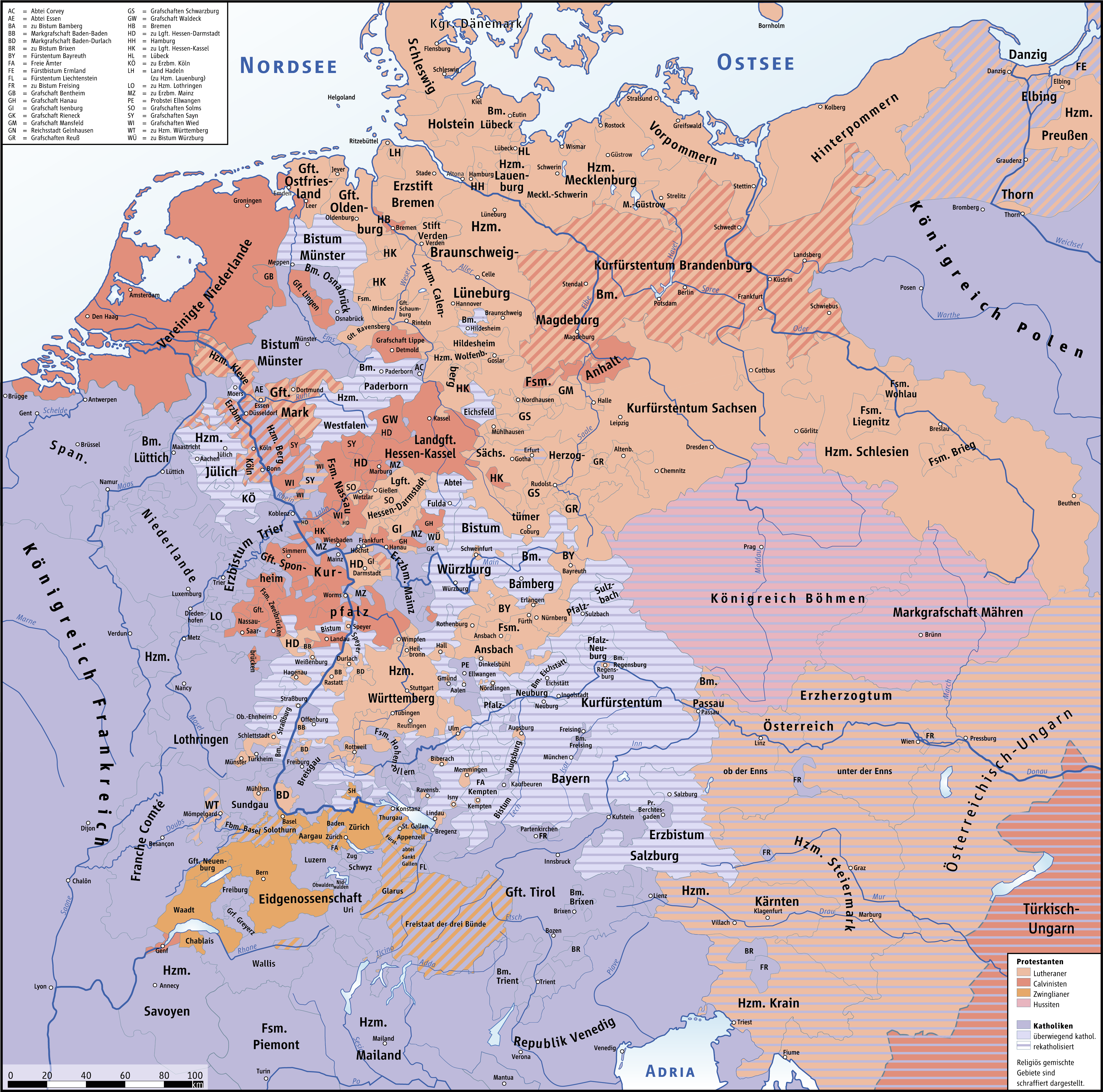
Situation religieuse de l'Europe centrale en 1618, à la veille de la guerre de Trente Ans.

- 26 mars : en Espagne, le duc de Lerma obtient un chapeau de cardinal[14].
- 23 mai : défenestration de Prague. Les nobles bohémiens défenestrent les gouverneurs impériaux ; début de la guerre de Trente Ans.
- 25 mai, jour de l'Ascension : échec de la conspiration de l'ambassadeur d'Espagne Alonso de la Cueva à Venise[15].
- 1er juillet : Ferdinand de Styrie, élu par la diète de Presbourg le 16 mai, est couronné roi de Hongrie[16].
- 6 juillet, Spire : Hambourg est déclarée ville libre[17].
- 20 juillet : Melchior Khlesl, jugé trop modéré par Ferdinand de Styrie est arrêté et emprisonné[18].
- Juillet : troubles dans les Grisons[19] ; les protestants reprennent le pouvoir qu’ils avaient perdu l’année précédente et persécutent les catholiques.
- Août : Louis XIII donne son accord à la fondation de la congrégation de Saint-Maur par lettres patentes[20].
- 25 août : réunion à Perth de l’assemblée générale de l’Église d’Écosse, qui approuve les cinq Articles de Perth, par lesquels Jacques Ier d'Angleterre infléchit le catéchisme et la liturgie dans un sens plus anglican en Écosse. Le Parlement les ratifie en 1621[21].
- 27 août : l’électeur Jean Sigismond de Brandebourg devient par héritage duc de Prusse à la mort d'Albert Frédéric. La Prusse-Orientale passe sous le contrôle du Brandebourg[22]. Les Hohenzollern, disposant d’un territoire juridiquement distinct de l’Empire, affirment leur indépendance face aux Habsbourg.
- 29 août : Johan van Oldenbarnevelt et Hugo Grotius sont emprisonnés par Maurice de Nassau[23].
- 4 octobre, Espagne : disgrâce du duc de Lerma. Il est supplanté au pouvoir par son fils, le duc d'Uceda, sans que celui-ci puisse s'imposer (fin en 1621)[24].
- 16 octobre, Annecy : l'ordre de la Visitation, fondé par François de Sales et Jeanne de Chantal en 1610, et érigé en ordre religieux sous la règle de saint Augustin à la suite d'un bref du pape Paul V du 23 avril[25].
- 29 octobre : Jacques Ier d'Angleterre ordonne l'exécution de sir Walter Raleigh. Il est décapité après une expédition dans l’Orénoque où il était entré en conflit avec les Espagnols, sans doute sous la pression de l’ambassadeur d’Espagne[26].

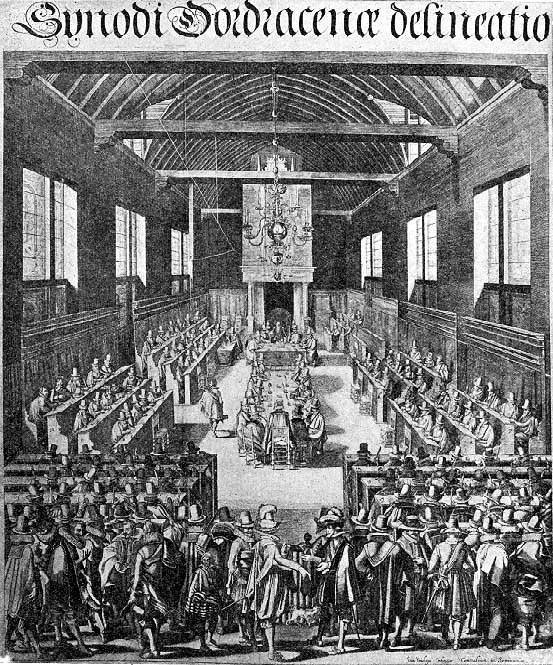
13 novembre : ouverture du synode de Dordrecht ; gravure de Bernard Picart (1729)

- 13 novembre : le synode de Dordrecht (fin le 9 mai 1619) tranche entre les théologiens Arminius et Gomar[27]. Les thèses supralapsistes de Gomar (la prédestination est antérieure à la chute d’Adam) l’emportent face au libéralisme d’Arminius. Les ministres arminiens doivent s’exiler. Le synode adopte la doctrine intégrale de la prédestination : « Dieu donne la vraie et vive foi à tous ceux qu’il veut retirer de la damnation commune et à eux seuls »[28].
- 21 novembre : prise de Pilsen par les protestants de Bohême menées par Ernst von Mansfeld[18].
- 11 décembre : trêve de Diwilina (Deoulino) signée pour 14 ans entre la Pologne et la Russie. Les Polonais gardent Smolensk et Tchernihiv. Ladislas Vasa ne renonce pas au trône de Russie, mais les prisonniers russes sont libérés[29].

## Naissance de 1618
- 1er janvier : Bartolomé Esteban Murillo, peintre espagnol († 3 avril 1682).
- 14 janvier : Guillaume Couture, interprète, coureur des bois, explorateur français, premier colon de la seigneurie de Lauzon (Lévis, Québec) et héros de la Nouvelle-France († 4 avril 1701).
- 9 septembre : Joan Cererols, moine bénédictin et compositeur espagnol d'origine catalane († 27 août 1680).
- 14 septembre : Peter Lely, peintre néerlandais († 30 novembre 1680).
- 3 novembre : Aurangzeb, empereur moghol de l'Inde de 1658 à 1707 († 3 mars 1707).
- Novembre : Simon Arnauld de Pomponne, ambassadeur, secrétaire d'État des Affaires étrangères et ministre d'État français († 26 septembre 1699).
- 8 décembre : François-Antoine Pomey, jésuite et lexicographe français († 10 novembre 1673).
- Date précise inconnue :
  - Jean Hélart, peintre et décorateur français († 12 janvier 1685).
  - Hishikawa Moronobu, peintre japonais († 25 juillet 1694).
  - Christopher Paudiß, peintre baroque allemand († 1666).

## Décès en 1618
- 6 janvier : Marguerite de Mantoue, aristocrate italienne (° 27 mai 1564).
- 17 janvier : Luca Valerio, mathématicien italien (° 1553).
- 3 février :
  - Henry Brooke, 11e baron Cobham, pair anglais (° 22 novembre 1564).
  - Philippe II de Poméranie, duc régnant de Poméranie-Stettin (° 29 juillet 1573).
- 14 février :
  - Sebastian Breuning, évêque auxiliaire d'Augsbourg et évêque titulaire d’Adramytte (de) en Mysie (° 20 janvier 1552).
  - Juan González de Mendoza, prêtre espagnol (° 1545).
  - Paolo Emilio Sfondrati, cardinal italien (° 21 mars 1560).
- 20 février : Philippe-Guillaume d'Orange, fils de Guillaume d'Orange-Nassau, héritier de la principauté d'Orange (° 19 décembre 1554).
- 5 mars : Barbara de Deux-Ponts-Neubourg, comtesse palatine de Deux-Ponts par la naissance et par mariage comtesse d'Oettingen-Oettingen (° 27 juillet 1559).
- 16 mars : Giovanni Bembo, 92e doge de Venise (° 21 août 1543).
- 18 mars : Catherine de Mayenne, épouse de Charles Ier, duc de Nevers, de Rethel, de Mantoue et de Montferrat (° 1585).
- 19 mars : Alexander Hampden, homme politique anglais (° 1546).
- 23 mars : James Hamilton, 1er comte d'Abercorn, diplomate écossais (° 12 août 1575).
- 18 avril : Barbe Acarie, animatrice française d'un cercle religieux (° 1er février 1566).
- 24 avril : Antoinette d'Orléans-Longueville, noble dame française (° 1572).
- 5 mai :
  - Sébastien Michaëlis, dominicain français (° vers 1543).
  - Jacques du Perron, poète baroque et diplomate français (° 25 novembre 1556).
- 9 mai : Nicolò Donato, 93e doge de Venise (° 28 janvier 1539).
- 24 mai : Jean-Georges Ier d'Anhalt-Dessau, prince d'Anhalt puis prince d'Anhalt-Dessau (° 9 mai 1567).
- 31 mai : Georg Henisch, érudit allemand (° 24 avril 1549).
- 7 juin : Thomas West, 3e baron De La Warr,  gouverneur anglais de la colonie de Virginie sous Jacques Ier d'Angleterre (° 9 juillet 1577).
- 29 juin : Adriaen Collaert, dessinateur, graveur, illustrateur et éditeur flamand (° vers 1560).
- 9 juillet : Diego de Pantoja, missionnaire jésuite espagnol (° 24 avril 1571).
- 13 juillet : Andrea Morosini, historien vénitien (° 14 février 1558).
- 26 juillet : Marcin Smiglecki, philosophe et théologien jésuites polonais (° 11 novembre 1563).
- 16 août : Jean de Sainte-Marthe, moine franciscain espagnol (° 1578).
- 23 août : Gerbrand Andriaenszoon Bredero, dramaturge néerlandais (° 1585).
- 24 août : Heo Gyun, homme politique et écrivain de la dynastie Joseon de Corée (° 3 novembre 1569).
- 28 août : Albert-Frédéric de Prusse, second duc de Prusse (° 7 mai 1553).
- 3 septembre : Frédéric de Bergh, seigneur de Dixmude et de Boxmeer, militaire lors de la guerre de Quatre-Vingts Ans (° 18 août 1559).
- 4 septembre : Nicolas Rusca, prêtre catholique suisse (° 20 avril 1563).
- 5 septembre : Jacques Davy du Perron, prélat, diplomate et poète baroque français (° 25 novembre 1556).
- 17 septembre : Paolo Camillo Landriani, peintre italien (° 1562).
- 22 septembre : Pierre Bernard, homme politique français (° 13 février 1568).
- 7 octobre : Francesco Vendramin, cardinal italien (° 10 octobre 1555).
- 24 octobre : Élisabeth de Brunswick-Wolfenbüttel, comtesse de Holstein-Schauenbourg, puis duchesse de Brunswick-Harbourg (° 23 février 1567).
- 29 octobre : Walter Raleigh, écrivain, poète, courtisan, officier et explorateur anglais (° 1552 ou 1554).
- 30 octobre : Charles de Burgau, colonel et Feldmarschall du Saint-Empire romain germanique (° 22 novembre 1560).
- 2 novembre : Maximilien III d'Autriche, prince de la maison de Habsbourg (° 12 octobre 1558).
- 5 novembre : Antonio Martelli, condottiere italien, chevalier de Malte (° 1534).
- 14 novembre :  Anne-Marie de Brandebourg, princesse de Brandebourg  (° 3 février 1567).
- 15 novembre : Gabriel Breunot, membre du Parlement de Bourgogne (° 1540).
- 16 novembre : Ottavio Belmosto, cardinal italien (° 1559).
- 4 décembre : Dietrich von Fürstenberg, prince-évêque de Paderborn sous le titre de Thierry IV (° 7 octobre 1546).
- 7 décembre : Bernardo de Sandoval y Rojas, cardinal espagnol (° 20 avril 1546).
- 10 décembre : Giulio Caccini, compositeur italien (° 8 octobre 1551).
- 31 décembre : Prospero Farinacci, juriste pénaliste et magistrat italien (° 1er novembre 1554).
- Date inconnue :
  - Akashi Takenori, samouraï de la fin de l'époque Azuchi-Momoyama et du début de l'époque d'Edo (° 1566).
  - Philip Amadas, navigateur et explorateur anglais (° 1550).
  - Claude Billard, écrivain, poète et dramaturge français (° 1550).
  - Teodoro d'Errico, peintre hollandais qui fit presque toute sa carrière dans le royaume de Naples (° 1544).
  - Ambrosius Francken I, peintre baroque flamand de l'École d'Anvers (° 1544).
  - Giovanni Guerra, peintre et dessinateur italien (° 1544).
  - Martin Rutilius, pasteur allemand (° 1550).
  - Unkoku Togan, peintre japonais (° 1547).
  - Antonio de Yepes, moine bénédictin et historien espagnol (° 1554).
- Vers 1618 :
  - Girolamo Bartei, compositeur italien de musique sacrée (° vers 1570).
  - Pedro Gonzales, premier cas connu d'hypertrichose (° vers 1537).
- 1618 ou 1619 :
- Safiye Sultan, favorite du sultan ottoman Mourad III (° vers 1550).